# Sonaty fortepianowe op. 27 Beethovena
Sonaty fortepianowe op. 27 Ludwiga van Beethovena powstały w latach 1800–01. Kompozytor nazwał każdą z nich mianem "sonaty niby-fantazji" (sonata quasi una fantasia), co wskazuje na większą dowolność w traktowaniu formy. 
Zdecydowanie popularniejszą z nich jest sonata druga, w tonacji cis-moll, znana jako sonata Księżycowa.

## Sonaty cyklu
- Sonata fortepianowa nr 13 Es-dur op. 27 nr 1
- Sonata fortepianowa nr 14 cis-moll op. 27 nr 2, tzw. sonata Księżycowa